# 2009年環球貿易廣場致命工業意外

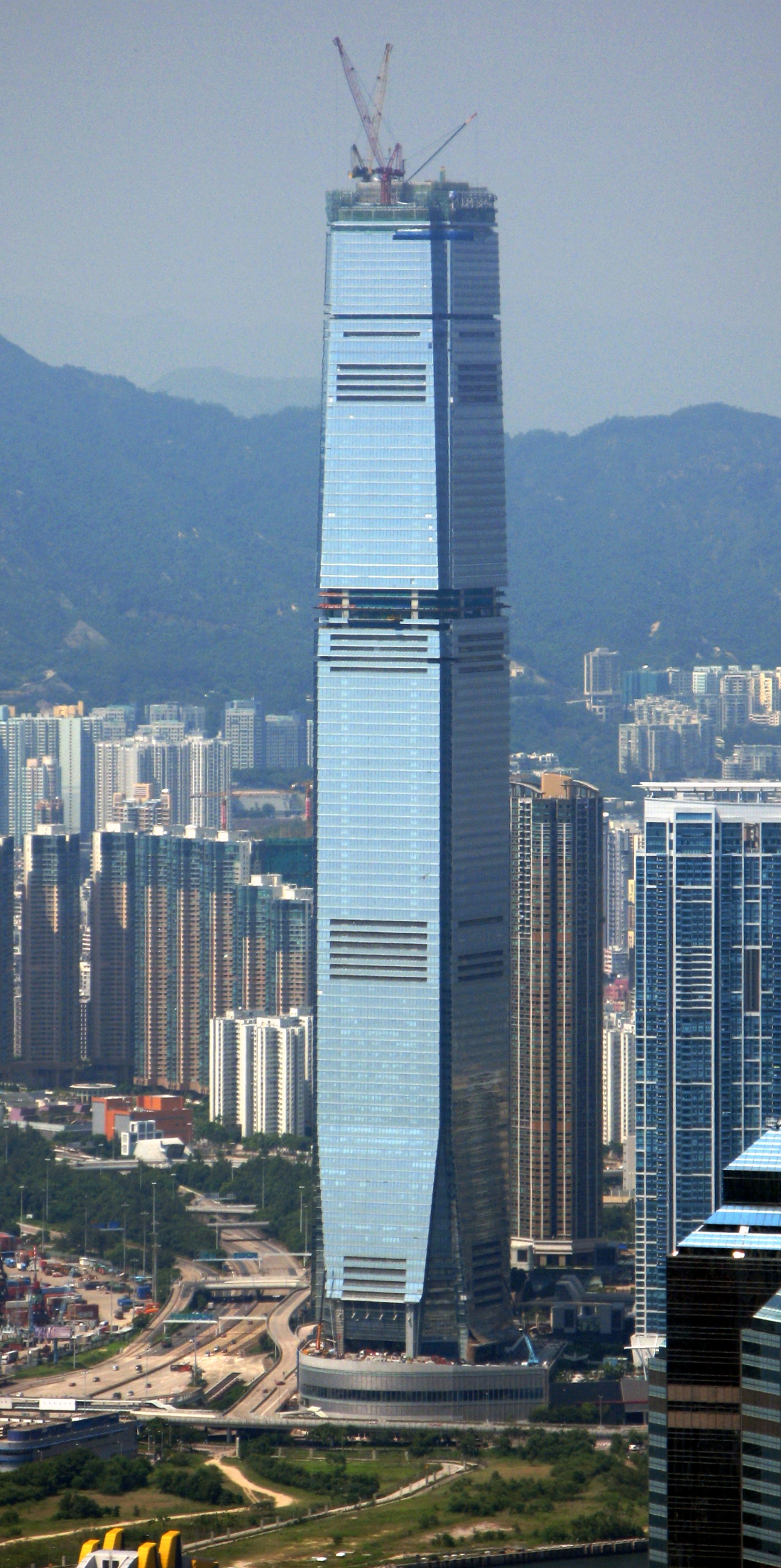
雖然環球貿易廣場尚未完全落成，但最低數層已有商戶進駐。而事發機槽仍未安裝升降機，只有一木板工作台搭建在30樓。

2009年環球貿易廣場致命工業意外是香港自2001年發生拆卸中工廈倒塌事件後最嚴重的工業事故。

## 事發與救援
2009年9月13日星期日約下午1時20分，6名清潔工人正在建築中香港西九龍環球貿易廣場30樓的一個升降機機槽臨時工作平台準備清走雜物，此時該木板工作台疑不勝負荷，連同6名工人及雜物直墮10樓的升降機槽底，事發後該幾名工人被5至6米高建築廢料堆在一起。消防處接報後出動80名消防人員及救護人員，包括特種救援隊，由趕赴現場至救出全部工人先後用了5個多小時，但由於現場升降機槽面積僅6平方米，槽裏堆積的工業廢料達6米高，再加上現場只有一個出入口，故嚴重阻礙消防與救護人員出入及救人，結果6名工人先後證實傷重不治。到了深夜，死者家人在環球貿易廣場的大堂拜祭後，強烈要求發展商解釋，何以安排工人在不熟環境工作、及何以工作台會倒塌。另一方面。今次意外發生後，隨即有保安人員用黑膠布將租戶名字封住，惟管理公司並無解釋原因。

## 後續跟進
環球貿易廣場的發展商新鴻基地產副主席兼董事總經理郭炳江事後親身到場了解，並同日向遇難死者家屬發放100萬元的恩恤金，15萬元殮葬費和5萬元帛金，合共120萬，並承諾協助工人殮葬及子女教育費用。環球貿易廣場發展商新鴻基地產亦會配合政府調查，並宣布即時停工，進行全面安全檢查。而警方油尖警區重案組已接手調查工業意外真相，以確定意外成因是否存在刑事成分。
2010年3月12日勞工處完成意外調查，並將報告提交死因庭及已票控承建商。5月25日肇事的總承建商（新鴻基地產旗下的新輝建築）及另外兩間分判商（佳承建築及宏偉建造工程），以涉嫌違法無提供安全裝置，被勞工處向上述公司合共發出81張傳票，在觀塘裁判法院提訊，他們無需答辯，案件押後至8月5日再審。8月5日辯方代表突在開庭前致函法庭，申請將案件押後至9月29日始進行答辯，後獲法庭批准。9月29日三間被控告的建築公司原本遭勞工處分別發出48張、16張及17張傳票，合共81張傳票。經控辯雙方商討後，三間承建商願承認部分指控，遂控方昨撤回32張傳票，依次分別是24張、4張及4張。傳票指稱他們於去年9月，涉違反《工廠及工業經營條例》及《建築地盤（安全）規例》。其中一項控罪「沒有設置及保持安全的工業裝置及工作系統」最高刑罰是50萬元，但處理案件的吳重儀特委裁判官的職權僅能判罰10萬元，故雖將案轉介至馬保華署任主任裁判官處理，惟馬官當日無暇處理，案件押後至11月4日再提訊。
2010年12月11日死因裁判官裁決事故原因爲堆積台竹棚不勝負荷倒塌，令各死者隨塌下的竹棚一起墮樓死亡。死因爲意外，並無誤殺成分。
2016年11月11日，註冊承建商紀錄委員會譴責肇事工程承辦商新輝建築有限公司，並罰款85萬6千元。新鴻基表示7年來向各家庭發放共約1000萬元恩恤金及教育費。其中一名死者女兒獲新輝建築聘請，於公司中任測量師。

## 影響
事件引起香港社會討論建造業安全、高空工作、安全帶及平安卡等監督制度。